# Maurice El Mediouni
Maurice El Mediouni (in arabo مــوريــس الــمــديــونــي‎?; Orano, 18 ottobre 1928 – Herzliya, 25 marzo 2024) è stato un cantante e pianista algerino con cittadinanza francese.

## Biografia
Maurice El Mediouni nacque a Orano il 18 ottobre 1928 da famiglia ebraica algerina. La sua famiglia era composta da affermati musicisti. Lo zio paterno Messaoud, conosciuto come Saoud l'Oranais, era proprietario del rinomato Café Oran. Perse il padre all'età di sette anni, venendo cresciuto, insieme agli altri tre fratelli, dalla madre, insieme all'aiuto finanziario dello zio materno Elie, residente a Marsiglia. Si specializzò nel pianoforte.
Nel 1943, nel corso della seconda guerra mondiale, lo zio Messaoud, allora residente in Francia, venne internato dai nazisti, morendo nel campo di sterminio di Sobibór.
In seguito alla guerra d'Algeria, El Mediouni emigrò in Francia, stabilendosi a Marsiglia, così come fecero altre decine di migliaia di ebrei algerini. Molti altri artisti ebrei suoi compaesani, come Lili Labassi, Lili Boniche, Line Monty, Blond-Blond, Reinette l'Oranaise, Alice Fitoussi e Enrico Macias, abbandonarono l'Algeria. Con molti di questi continuò a collaborare in Francia.